# Schefflera costata
Espèce
Synonymes
- Plerandra costata (A.C. Sm.) G.M. Plunkett, Lowry & Frodin[1]
- Plerandra costata (A.C.Sm.) Lowry, G.M.Plunkett & Frodin (préféré par NCBI)[2]
- Schefflera costata[2]

Statut de conservation UICN

 VU D2 : Vulnérable
Schefflera costata est une espèce de plantes à fleurs de la famille des Araliaceae.

## Publication originale
- Bernice P. Bishop Museum Bulletin 141: 119. 1936.